# Бидайык (Бидайыкский сельский округ)
Бидайык (каз. Бидайық, до 1992 года — Оросительное) — село в Жанааркинском районе Улытауской области Казахстана. Административный центр Бидайыкского сельского округа. Находится в 27 км к востоку от районного центра, посёлка Жанаарка (Атасу). Код КАТО — 354445100.

## Население
В 1999 году население села составляло 1094 человека (547 мужчин и 547 женщин). По данным переписи 2009 года в селе проживало 988 человек (485 мужчин и 503 женщины).